# Ajiaco
Vous pouvez aider à l'améliorer ou bien discuter des problèmes sur sa page de discussion.
- Il peut contenir un travail inédit ou des déclarations non vérifiées. Vous pouvez l’améliorer en ajoutant des références. (Marqué depuis novembre 2021)

Vous pouvez aider à l'améliorer ou bien discuter des problèmes sur sa page de discussion.
- Il ne cite pas suffisamment ses sources. Vous pouvez indiquer les passages à sourcer avec {{référence nécessaire}} ou {{Référence souhaitée}}, et inclure les références utiles en les liant aux notes de bas de page. (Marqué depuis novembre 2021)
- Son contenu est rédigé entièrement ou presque à partir d'une seule source. N'hésitez pas à modifier cet article pour améliorer sa vérifiabilité en apportant de nouvelles références dans des notes de bas de page. (Marqué depuis novembre 2021)

- Archive Wikiwix
- Bing
- Cairn
- DuckDuckGo
- E. Universalis
- Gallica
- Google
- G. Books
- G. News
- G. Scholar
- Persée
- Qwant
- (zh) Baidu
- (ru) Yandex
- (wd) trouver des œuvres sur Wikidata

L’ajiaco (de ají signifiant « piment » en taíno) désigne une soupe de pommes de terre en Colombie, une sorte de ragoût dans la cuisine cubaine, et plus généralement des soupes variées d'Amérique latine.

## L’ajiacoen Colombie
Bien que plusieurs régions de Colombie aient leurs recettes propres, la plus connue est l’ajiaco santafereño, qui tire son nom de Santa Fé de Bogota (ancien nom de Bogota), capitale de la Colombie, où c'est une tradition culturelle. Elle contient généralement des morceaux de poulet, de gros tronçons d'épi de maïs, deux ou trois types de pommes de terre indigènes (de minuscules papas criollas qui se délitent et épaississent la soupe, et lui donnent sa couleur caractéristique jaune foncé ; des sabanera cireuses ou des pastusa douces), et du guasca (Galinsoga parviflora), herbe aromatique sauvage commune dans toute l'Amérique qui donne au plat une partie de son goût typique.
La soupe est généralement servie avec de la crème épaisse, des câpres et de l'avocat, le tout mélangé juste avant d'être consommé dans les proportions préférées de chacun. L’ajiaco est si consistant qu'il est habituellement considéré comme un plat complet. Dans la cuisine colombienne hautement régionale, c'est le plat le plus représentatif de Bogotá.
Bien que l’ajiaco colombien moderne ne contienne pas d’ají, il est probablement dérivé de plats indigènes plus épicés, puisque l'étymologie du mot est vraisemblablement liée au terme ají signifiant « piment » en taíno.

## L’ajiacoà Cuba
L’ajiaco est aussi une recette cubaine, une sorte de ragoût. L'ethnologue cubain, Fernando Ortiz, définissait le pays comme un ajiaco, par allusion au rôle que les cultures espagnole, africaine et chinoise ont eu dans la définition de l'identité nationale. Pour les Cubains, l’ajiaco signifie aussi quelque chose qui contient beaucoup d'ingrédients.

## L’ajiacoen Amérique latine
Des soupes appelées ajiaco se rencontrent dans d'autres régions d'Amérique latine, bien que certaines n'aient presque rien en commun avec la recette traditionnelle bogotano, à part le nom.